# Switch (album)
Switch je desáté studiové album nizozemské hardrockové skupiny Golden Earring, vydané v roce 1975 společností Polydor Records. V nizozemské hitparádě se umístilo na první příčce. V americké Billboard 200 dosáhlo 108. Anglická skupina Iron Maiden vydala coververzi písně „Kill Me (Ce Soir)“ na straně B singlu „Holy Smoke“ (1990).

## Seznam skladeb
Všechny skladby napsali Barry Hay a George Kooymans, pokud není uvedeno jinak.
| Pořadí         | Název                      | Autor                      | Délka |
| -------------- | -------------------------- | -------------------------- | ----- |
| 1.             | Intro: Plus Minus Absurdio |                            | 3:08  |
| 2.             | Love Is a Rodeo            |                            | 3:37  |
| 3.             | The Switch                 |                            | 5:27  |
| 4.             | Kill Me (Ce Soir)          | John Fenton, Hay, Kooymans | 6:22  |
| 5.             | Tons of Time               |                            | 4:20  |
| 6.             | Daddy's Gonna Save My Soul |                            | 4:15  |
| 7.             | Troubles and Hassles       |                            | 4:20  |
| 8.             | Lonesome D.J.              |                            | 4:36  |
| Celková délka: | Celková délka:             | Celková délka:             | 35:31 |

## Sestava
- Bertus Borgers – saxofon
- Eelco Gelling – kytara, slide kytara
- Rinus Gerritsen – baskytara, harmonika, klávesy
- Barry Hay – flétna, zpěv
- George Kooymans – kytara, zpěv
- Robert Jan Stips – klávesy, aranžmá
- Cesar Zuiderwijk – perkuse, bicí